# NGC 2307
NGC 2307 é uma galáxia espiral barrada (SBb) localizada na direcção da constelação de Volans. Possui uma declinação de -64° 20' 06" e uma ascensão recta de 6 horas, 48 minutos e 51,0 segundos.
A galáxia NGC 2307 foi descoberta em 30 de Novembro de 1834 por John Herschel.